# 나카무라 마사토시
나카무라 마사토시(일본어: 中村 雅俊, 1951년 2월 1일 ~ )는 일본의 가수, 배우이다. 마린빠루 오나가와 명예 관장을 맡고있다. 소속은 MJ 엔터프라이즈 대표 이사 사장을 맡고있다.
가족은 아내 이가라시 준코와의 사이에 1남 3녀가 있으며, 그 장남은 전 배우 나카무라 슌타. 딸은 브랜드 KATIE 모델 겸 직원의 RISA.

## 출연 작품
- 카스가노 츠보네 (1989년) - 도쿠가와 히데타다 역